# Georges Duhamel
Georges Duhamel (Paris, 30 de junho de 1884 — Valmondois, 13 de abril de 1966) foi um médico, escritor e poeta francês.
Tornou-se famoso ao escrever Civilization (Prêmio Goncourt de 1918) e a Crônica do Pasquier, ele foi eleito em 1935 membro da Academia Francesa cujo secretário perpétuo ele foi de 1944 a 1946. Então se tornou um presidente muito ativo na renovação da Aliança Francesa após a guerra. Georges Duhamel foi também o pai do compositor Antoine Duhamel e o avô do escritor jornalista Jerome Duhamel.

## Obras
Histórias, romances, viagens, ensaios
- Um mártir - no original Vie des martyrs (1917)
- Civilisation  (1918, prémio Goncourt)
- La Possession du monde (1919)
- Entretiens dans le tumulte (1919)
- Guerre et Littérature (1920)
- Vie et aventures de Salavin (1920-1932) :
  - I. Confissão da meia-noite: romance - no original Confession de minuit (1920)
  - II. Deux Hommes (1924 1924)
  - III. Diário de Salavin - no original Journal de Salavin (1927 1927)
  - IV. Le Club des Lyonnais (1929 1929)
  - V. Tel qu'en lui-même... (1932 1932)
- Les Hommes abandonnés (1921)
- Lapointe et Ropiteau (1921)
- Les Plaisirs et les Jeux (1922)
- Le Prince Jaffar (1924)
- Essai sur le roman (1925)
- Suite hollandaise (1925)
- Délibérations (1925)
- La Pierre d'Horeb (1926)
- Lettres au Patagon (1926)
- Essai sur une renaissance dramatique (1926)
- Le Voyage de Moscou (1927)
- Memorial cauchois (1927)
- Images de la Grèce (1928)
- Les Sept Dernières Plaies (1928)
- La Nuit d'orage (1928)
- Scènes de la vie future (1930)
- Géographie cordiale de l'Europe (1931)
- Les Jumeaux de Vallangoujard (1931)
- Querelles de famille (1932)
- Mon royaume (1932)
- Chronique des Pasquier : (1933-1945)
  - I. Le Notaire du Havre
  - II. Le Jardin des bêtes sauvages
  - III. Vue de la Terre promise
  - IV. La Nuit de la Saint-Jean 
  - V. Le Désert de Bièvres
  - VI. Les Maîtres
  - VII. Cécile parmi nous
  - VIII. Le Combat contre les ombres
  - IX. Suzanne et les Jeunes Hommes
  - X. La Passion de Joseph Pasquier
- L'Humaniste et l'Automate (1933)
- Discours aux nuages (1934)
- Remarques sur les mémoires imaginaires (1934)
- Fables de mon jardin (1936)
- Deux Patrons (Erasme, Cervantes) (1937)
- Esquisse pour un portrait du chirurgien moderne (1938)
- Au chevet de la civilisation (1938)
- Le Dernier Voyage de Candide (1938)
- Mémorial de la guerre blanche (1939)
- Finlande (1940)
- Positions françaises (1940)
- Lieu d'asile (1940)
- Civilisation française (1944)
- Chronique des saisons amères (1944)
- La Musique consolatrice (1944)
- Paroles de médecin (1944)
- Images de notre délivrance (1944)
- Lumières sur ma vie (1944-1953) :
  - I. Inventaire de l'abîme
  - II. Biographie de mes fantômes
  - III. Le Temps de la recherche
  - IV. La Pesée des âmes
  - V. Les Espoirs et les Épreuves
- Twinka (1945)
- Souvenirs de la vie du Paradis (1946)
- Visages (1946)
- Homère au Predefinição:S- (1947)
- Semailles au vent (1947)
- Entretien au bord du fleuve (com Henri Mondor) (1947)
- Tribulations de l'espérance (1947)
- Consultation aux pays d'Islam (1947)
- Le Bestiaire et l'Herbier (1948)
- Hollande (1949)
- Caminho escabroso - no original Le Voyage de Patrice Périot (1950)
- Clamor da solidão - no original Cri des profondeurs (1951)
- Chronique de Paris au temps des Pasquier (1951)
- Manuel du protestataire (1952)
- Vues sur Rimbaud (1952)
- Le Japon entre la tradition et l'avenir (1953)
- Les Voyageurs de l'espérance (1953)
- Refuges de la lecture (1954)
- La Turquie, nouvelle puissance d'Occident (1954)
- L'Archange de l'aventure (1955)
- Croisade contre le cancer (1955)
- Les Compagnons de l'Apocalypse (1956)
- Pages de mon journal intime (1956)
- Israël, clef de l'Orient (1957)
- Problèmes de l'heure (1957)
- Le Complexe de Théophile (1958)
- Travail, ô mon seul repos (1959)
- Nouvelles du sombre empire (1960)
- Problèmes de civilisation (1961)
- Traité du départ (1961)

Poesia
- Des légendes, des batailles (1907)
- L’Homme en tête (1909)
- Selon ma loi (1910)
- Notes sur la technique poétique (com Charles Vildrac) (1910)
- Compagnons (1912)
- Élégies (1920)
- Anthologie de la poésie lyrique française (1924)
- Voix du Vieux Monde, com música de Albert Doyen (1925)

Crítica
- Propos critiques (1912)
- Paul Claudel (1913)
- Les Poètes et la Poésie (1914)
- Maurice de Vlaminck (1927)
- Défense des lettres (1937)
- Les Confessions sans pénitence (1941)

Teatro
- La Lumière (1911)
- Dans l'ombre des statues (1912)
- Le Combat (1913)
- Le Cafard (1916)
- L'Œuvre des athlètes (1920)
- Quand vous voudrez (1921)
- La Journée des aveux (1923)